# Tir als Jocs Olímpics d'estiu de 1900
Als Jocs Olímpics d'Estiu de 1900 es van incloure 9 proves de tir olímpic. També es disputaren altres proves, durant les mateixes dates que no són reconegudes pel Comitè Olímpic Internacional. Les proves es disputaren entre el 3 d'agost de 1900 i el 5 d'agost de 1900.

## Nacions participants
Un total de 75 tiradors de 9 nacions participaren en els Jocs:
| - Alemanya (1) - Bèlgica (10) - Dinamarca (5) | - França (37) - Noruega (5) - Països Baixos (7) | - Regne Unit (1) - Romania (1) - Suïssa (8) |

## Resum de medalles
| Prova                                            | Or                                                                                            | Argent                                                                                 | Bronze |
| Pistola ràpida, 25 metres detalls                | Maurice Larrouy                                                                               | Léon Moreaux                                                                           | Eugène Balme                                                                                              |
| Pistola militar, individual detalls              | Karl Röderer                                                                                  | Achille Paroche                                                                        | Konrad Stäheli                                                                                            |
| Pistola militar, per equips detalls              | Suïssa · Friedrich Lüthi · Paul Probst · Louis Richardet · Karl Röderer · Konrad Stäheli      | França · Louis Duffoy · Maurice Lecoq · Léon Moreaux · Achille Paroche · Jules Trinité | Països Baixos · Solko van den Bergh · Antonius Bouwens · Dirk Boest Gips · Henrik Sillem · Anthony Sweijs |
| Rifle militar, dempeus detalls                   | Lars Jørgen Madsen                                                                            | Ole Østmo                                                                              | Charles Paumier                                                                                           |
| Rifle militar, de genolls detalls                | Konrad Stäheli                                                                                | Emil Kellenberger Anders Peter Nielsen                                                 | No s'atorgà                                                                                               |
| Rifle militar, bocaterrosa detalls               | Achille Paroche                                                                               | Anders Peter Nielsen                                                                   | Ole Østmo                                                                                                 |
| Rifle militar, tres posicions individual detalls | Emil Kellenberger                                                                             | Anders Peter Nielsen                                                                   | Paul van Asbroeck Ole Østmo                                                                               |
| Rifle militar, tres posicions per equips detalls | Suïssa · Franz Böckli · Alfred Grütter · Emil Kellenberger · Louis Richardet · Konrad Stäheli | Noruega · Olaf Frydenlund · Hellmer Hermandsen · Ole Østmo · Ole Sæther · Tom Seeberg  | França · Auguste Cavadini · Maurice Lecoq · Léon Moreaux · Achille Paroche · René Thomas                  |
| Fossa olímpica detalls                           | Roger de Barbarin                                                                             | René Guyot                                                                             | Justinien de Clary                                                                                        |

## Proves no olímpiques

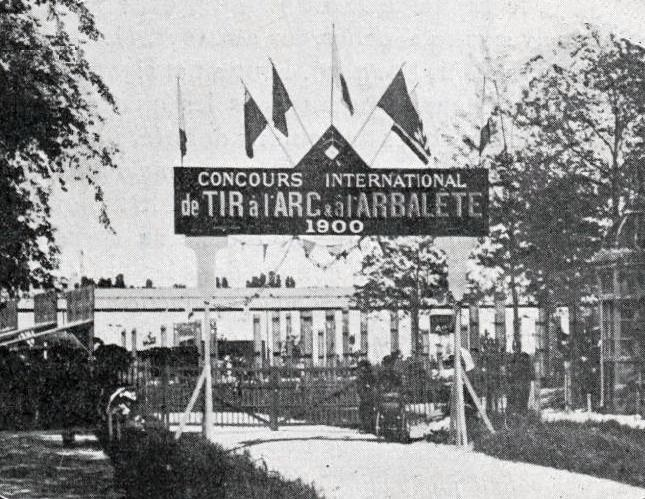
Entrada a la competició de tir.

Les següents proves no són incloses dins de la llista oficial del COI:
Tir a ocell viu
| Pos. | Atleta              | Resultat |
| ---- | ------------------- | -------- |
| 1    | Léon de Lunden      | 21       |
| 2    | Maurice Faure       | 20       |
| 3    | Donald MacKintosh   | 18       |
| 3    | Crittenden Robinson | 18       |

Tir amb objectiu en moviment
| Pos. | Atleta           | Resultat |
| ---- | ---------------- | -------- |
| 1    | Louis Debray     | 20       |
| 1    | Pierre Nivet     | 20       |
| 3    | Comte de Lambert | 19       |

## Medaller
| Posició | País          | Or | Argent | Bronze | Total |
| 1       | Suïssa        | 5  | 1      | 1      | 7     |
| 2       | França        | 3  | 4      | 3      | 10    |
| 3       | Dinamarca     | 1  | 3      | 0      | 4     |
| 4       | Noruega       | 0  | 2      | 2      | 4     |
| 5       | Bèlgica       | 0  | 0      | 2      | 2     |
| 6       | Països Baixos | 0  | 0      | 1      | 1     |
| TOTAL   | TOTAL         | 9  | 10     | 9      | 28    |